# Rubrius major
Rubrius major är en spindelart som först beskrevs av Simon 1904.  Rubrius major ingår i släktet Rubrius och familjen mörkerspindlar. Inga underarter finns listade i Catalogue of Life.